# ProMOST
ProMOST (zkratka ProMOST) je české politické hnutí oficiálně zaregistrované 15. prosince 2016 jako SeverníČechy.cz (zkratka SČ.cz). Ke změně názvu na ProMOST došlo 2. května 2018. Hnutí působí zejména v Mostě a v Ústeckém kraji.

## Vedení hnutí
Předsedou hnutí je Marek Hrvol, 1. místopředsedou Jan Paparega a místopředsedou Ondřej Málek. Členy předsednictva jsou Petr Formánek a Jiří Turis.

## Účast ve volbách

### Volby do zastupitelstev obcí 2018
V komunálních volbách v roce 2018 hnutí ProMOST kandidovalo do dvou zastupitelstev. V Mostě kandidovalo samostatně a obdrželo 29,1 % hlasů a 16 mandátů ve 45členném zastupitelstvu. V Želenicích hnutí kandidovalo společně s nezávislými kandidáty. Ve volbách jejich kandidátka s názvem „Pro obce Želenice a Liběšice“ získala 42,9 % hlasů a 4 mandáty (z toho 3 získalo hnutí) v 9členném zastupitelstvu.
Po volbách byl lídr kandidátky v Mostě Jan Paparega zvolen primátorem a lídr kandidátky v Želenicích Jan Zálešák byl zvolen starostou.

### Volby do zastupitelstev krajů 2020
V krajských volbách v roce 2020 hnutí ProMOST kandidovalo v Ústeckém kraji s hnutím UFO v rámci koalice „LEPŠÍ SEVER“. Za koalici rovněž kandidovali bývalí politici ČSSD, kteří původně usilovali o společnou koalici ČSSD s hnutími ProMOST a UFO, ale vedení ČSSD ji neschválilo a strana následně kandidovala samostatně. Koalice „LEPŠÍ SEVER“ obdržela 5,97 % hlasů a 4 mandáty (z toho 2 získalo hnutí ProMOST) v 55členném Zastupitelstvu Ústeckého kraje.

### Volby do Senátu PČR 2020
V senátních volbách v roce 2020 kandidoval v obvodu č. 6 – Louny za koalici ProMOST a UFO (navrhující hnutí) starosta Rané Jaroslav Veselý. Se ziskem 3,01 % hlasů skončil v prvním kole na předposledním 9. místě, a nepostoupil tak do druhého kola.

### Volby do zastupitelstev obcí 2022
V komunálních volbách v roce 2022 hnutí ProMOST znovu kandidovalo do zastupitelstev v Mostě a v Želenicích. V Mostě hnutí kandidovalo samostatně a obdrželo 41,13 % hlasů a 21 mandátů ve 45členném zastupitelstvu. V Želenicích hnutí kandidovalo společně s nezávislými kandidáty. Ve volbách jejich kandidátka „Pro obce Želenice a Liběšice“ získala 41,87 % hlasů a 4 mandáty (z toho 3 získalo hnutí) v 9členném zastupitelstvu.
Po volbách byl lídr kandidátky v Mostě Jan Paparega opět zvolen primátorem, avšak 15. prosince 2022 na svůj mandát rezignoval. Novým primátorem Mostu se stal Marek Hrvol z hnutí ProMOST.  Starosta Želenic Jan Zálešák svůj mandát po volbách znovu obhájil, nicméně v prosinci 2023 jej ve funkci starosty nahradil Filip Keller.

### Volby do Senátu PČR 2022
V senátních volbách v roce 2022 kandidoval za hnutí ProMOST v obvodu č. 4 – Most primátor Mostu Jan Paparega. Se ziskem 31,59 % hlasů vyhrál první kolo voleb, a postoupil tak do druhého kola. V něm zvítězil poměrem hlasů 58,79 % : 41,20 % nad senátorkou Alenou Dernerovou, a stal se tak novým senátorem.

### Volby do zastupitelstev krajů 2024
Ve volbách do zastupitelstev krajů v roce 2024 kandidovali členové hnutí ProMOST do Zastupitelstva Ústeckého kraje na kandidátce hnutí LEPŠÍ SEVER. Lídrem kandidátky byl 1. místopředseda hnutí ProMOST Jan Paparega. Na kandidátce hnutí LEPŠÍ SEVER se kromě členů hnutí ProMOST a nestraníků nacházeli také členové politických hnutí VÚ, NS, UFO, ZLS a MÍSTNÍ HNHRM.

## Volební výsledky

### Senát PČR
| Volby | Senátní obvod | Kandidát        | První kolo | První kolo | Druhé kolo | Druhé kolo | Mandáty | Mandáty | Mandáty |
| Volby | Senátní obvod | Kandidát        | Hlasy      | %          | Hlasy      | %          | Zvoleno | Celkem  | ±       |
| ----- | ------------- | --------------- | ---------- | ---------- | ---------- | ---------- | ------- | ------- | ------- |
| 2020  | č. 6 – Louny  | Jaroslav Veselý | 1 153      | 3,01       | –          | –          | 0/27    | 0/81    | ▬1      |
| 2022  | č. 4 – Most   | Jan Paparega    | 8 672      | 31,59      | 6 747      | 58,79      | 1/27    | 1/81    | ▲1      |

### Zastupitelstvo Ústeckého kraje
| Volby | Kandidátní listina              | Hlasy  | %    | Mandáty | Mandáty |
| Volby | Kandidátní listina              | Hlasy  | %    | Zvoleno | ±       |
| ----- | ------------------------------- | ------ | ---- | ------- | ------- |
| 2020  | LEPŠÍ SEVER (tj. ProMOST a UFO) | 11 953 | 5,97 | 2/55    | ▲2      |
| 2024  | za LEPŠÍ SEVER                  | 11 733 | 6,63 | 2/55    | ▬ 0     |

### Zastupitelstvo města Mostu
| Volby | Hlasy   | Hlasy | Mandáty | Mandáty | Pozice | Postavení |
| Volby | Počet   | %     | Počet   | ±       | Pozice | Postavení |
| ----- | ------- | ----- | ------- | ------- | ------ | --------- |
| 2018  | 198 970 | 29,1  | 16/45   | ▲16     | ▲1.    | Koalice   |
| 2022  | 270 604 | 41,1  | 21/45   | ▲5      | ▬1.    | Koalice   |

V roce 2014 uskupení Severočeši Most (koalice NK a B10.cz) skončilo na 1. místě s 32,70 % hlasů a 18 mandáty a Jan Paparega, který za toto uskupení kandidoval z 2. místa, se stal primátorem Mostu. V roce 2017 se uskupení stalo registrovaným politickým hnutím s názvem SeverníČechy.cz.